# Thomas Mermet
Thomas Mermet est un avocat, homme politique et historien français né le 21 décembre 1780 à Vienne (Dauphiné) et décédé le 31 mars 1846 à Vienne (Isère).

## Biographie
Secrétaire en chef de la sous-préfecture de Vienne, il est nommé sous-préfet en mars 1814 par le prince de Hesse-Hombourg. Démissionnaire lors du départ des troupes étrangères, il retrouve ce poste pendant les Cent-Jours et est même élu député de l'Isère.
Après la Restauration, il est greffier du tribunal de commerce de Vienne, puis avocat, et se consacre à des études d'histoire locale et d'archéologie, devenant membre de l'Académie delphinale et de la Société des antiquaires de France. Il publie plusieurs ouvrages sur l'histoire de Vienne et devient inspecteur des monuments historiques pour le département de l’Isère.

## Écrits
- Notice sur les Aqueducs romains de Vienne, Grenoble, Allier, 1824, in-8°
- Notice sur l'église métropolitaine et primatiale de Saint-Maurice de Vienne, Vienne, Timon, 1825, in-8°, 14 pages
- Notice sur Posthumus et son élévation à l'Empire, Lyon, Barret, 1827, in-8°, 8 pages
- Histoire de la ville de Vienne, durant l'époque gauloise et la domination romaine dans l'Allobrogie , contenant une notice sur l'Allobrogie, la traduction d'une histoire inédite de Vienne, sous les douze Césars, par Trebonius Rufinus, sénateur et ancien duumvir de ladite ville, et une chronique des Gaules jusqu'en l'an 438 de l'ère chrétienne, Paris, Firmin-Didot père et fils, 1828, in-8°, 499 pages
- Rapport sur les monuments remarquables de l'arrondissement de Vienne, présenté le 10 février 1829 à la commission des beaux-arts de l'arrondissement de Vienne.
- Histoire de la ville de Vienne, de l'an 438 à 1039, contenant un précis historique sur les Bourguignons, une chronique de Vienne sous les rois Francs et l'histoire du second royaume de Bourgogne, Vienne, 1833, in-8°, 374 pages
- La Vie de l'homme, poème de 1509, et la destruction de Jérusalem, légende de la même époque, avec des remarques, Vienne, Imprimerie de Gemelas, 1838, In-8°, XIV-34 pages

## Sources
- « Thomas Mermet », dans Adolphe Robert et Gaston Cougny, Dictionnaire des parlementaires français, Edgar Bourloton, 1889-1891 [détail de l’édition]
- Adolphe Rochas, Biographie du Dauphiné contenant l'histoire des hommes nés dans cette province qui se sont fait remarquer dans les Lettres, les Sciences, les Arts, etc.,Tome 2, Paris, Charavay, 1860, 520 p.
- Claude Faure, « La Ville de Vienne et ses historiens », In Bulletin de la Société des amis de Vienne, année 1910, n°6, Vienne, pp.11-47 (Lire en ligne)